# ステイ (ザ・キッド・ラロイとジャスティン・ビーバーの曲)
「ステイ」（STAY）は、オーストラリアのラッパー・歌手のザ・キッド・ラロイとカナダの歌手、ジャスティン・ビーバーによる楽曲。

## ミュージック・ビデオ
「STAY」のミュージック・ビデオはコリン・ティリーが監督を務めている。ミュージック・ビデオは、2021年7月9日午前0時に曲のリリースと同時に公開された。時の流れが止まり、人々が凍りついた街で踊るラロイと、ビーバーが撮影されている。